# Южен Сан Франциско
Южен Сан Франциско (на английски: South San Francisco) е град в окръг Сан Матео, района на залива на Сан Франциско, щата Калифорния, САЩ. Южен Сан Франциско е с население от 60 552 души. (2000)

## География
Южен Сан Франциско не е част от град Сан Франциско. Южен Сан Франциско е отделен град, „южен“ само показва посоката. Между Сан Франциско и Южен Сан Франциско има няколко града. Южен Сан Франциско е с обща площ от 77 кв. км (29,7 кв. мили).

## Съседни градове
- Бризбейн (на север)
- Колма (на север)
- Сан Бруно (на юг)